# Эши (Золотурн)
Эши (нем. Aeschi) — коммуна в Швейцарии, в кантоне Золотурн.
Входит в состав округа Вассерамт. Официальный код — 2511.
1 января 1994 года в состав коммуны Эши вошла коммуна Бургеши.
На 31 декабря 2007 года население составляло 1026 человек.
1 января 2012 года в состав коммуны Эши вошла коммуна Штайнхоф.